# Maksim Sergeyevich Batov
Bản mẫu:Eastern Slavic name
Maksim Sergeyevich Batov (tiếng Nga: Максим Серге́евич Батов; sinh ngày 5 tháng 6 năm 1992) là một hậu vệ bóng đá người Nga. Anh thi đấu cho F.K. Khimki.

## Sự nghiệp câu lạc bộ
Anh có màn ra mắt tại Russian Second Division cho FC Chernomorets Novorossiysk vào ngày 9 tháng 9 năm 2012 trong trận đấu với FC Biolog-Novokubansk Progress.